# Tugonella decussata
Tugonella decussata is een tweekleppigensoort uit de familie van de Myidae. De wetenschappelijke naam van de soort is voor het eerst geldig gepubliceerd in 1844 door Deshayes.